# Jacob Anton Mayer

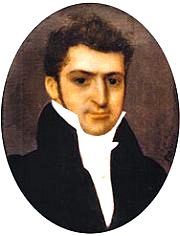
Porträt Jacob Anton Mayer

Jacob Anton Mayer, geb. als Isaak Abraham Mayer, (* 8. September 1782 in Burgkunstadt bei Bamberg; † 26. Dezember 1857) war Buchhändler und Verleger sowie Gründer der Mayerschen Buchhandlung in Aachen.

## Leben und Wirken
Isaak Abraham Mayer war der Sohn des jüdischen Lehrers Abraham Mayer und seiner Frau Eva, geborene Vietor. 1816 ließ er sich mit seiner Frau Fanny, geborene Feust (* 1797 in Bamberg; † 2. April 1864 in Aachen), einer Rabbinertochter, in Aachen nieder. Das Paar hatte sechs Kinder, vier Söhne und zwei Töchter. In Aachen übernahm Mayer eine Leihbücherei, die Baumhauer’sche Bücherniederlage und erhielt ein Jahr später die Buchhandelskonzession. Am 17. September 1817 ging aus der Leihbücherei die Mayersche Buchhandlung hervor. Mayer gründete 1822 die Aachener Stadtzeitung und verlegte darüber hinaus bedeutende Zeitschriften jener Zeit, wie beispielsweise die Rheinischen Provinzialblätter und die von Louis Lax redigierten Westlichen Blätter für Unterhaltung, Kunst, Literatur und Leben. Im Jahr 1829 ließ er sich evangelisch taufen und nahm offiziell die Vornamen Jacob Anton statt Isaak Abraham an.
Bis zu seinem Tod 1857 entwickelte Mayer ein anerkanntes Buchhandels- und Verlagsunternehmen. Schwerpunkt des Sortiments waren anfangs die Herausgabe deutschsprachiger Übersetzungen ausländischer Literatur. So erschien hier unter anderem im Jahr 1838 die erste deutschsprachige Ausgabe der Werke Molières. Zusammen mit Emil Flateau gründete er schließlich im Jahr 1847 eine erste Filiale in Brüssel.
Jacobs Söhne Eduard Heinrich (1821–1885) und Carl Ludwig Maximilian (1827–1902) durchliefen ebenfalls eine Ausbildung zum Buchhändler und ließen sich später in Köln und Leipzig nieder. Nach Jacobs Tod übernahm anfangs sein Sohn Carl Ludwig Maximilian das väterliche Unternehmen und wurde später auch zum königlich preußischen Hofbuchhändler ernannt. Wegen einer Erkrankung konnte er aber die Firma nicht mehr weiterführen und verkaufte den Sortimentsbuchhandel sowie die Leihbibliothek an seinen Mitarbeiter Gustav Schwienig, behielt aber selbst noch den Verlag.
Von den beiden anderen Söhnen Jacobs wurde Georg Friedrich Wilhelm (1825–1905) Doktor der Medizin, Geheimer Sanitätsrat und Mitgründer des Luisenhospitals in Aachen. Dessen Sohn Otto Eugen Mayer war Archäologe und Publizist und leitete von 1924 bis 1933 als Kurator die Aachener Stadtarchäologie, bevor er dann wegen der antisemitischen Hetze in Deutschland nach Eupen emigrierte.
Eine der beiden Töchter Jacobs, Luise Theresia Mayer (1829–1907), heiratete den Düsseldorfer Stahlunternehmer Julius Poensgen aus der Industriellenfamilie Poensgen.